# Universitatea din Lancaster
Universitatea din Lancaster (în engleză The University of Lancaster) este o universitate britanică din Lancaster, comitatul Lancashire, Anglia. A fost înființată printr-un act regal (Royal Charter) în 1964 și a fost localizată inițial la poarta St. Leonard, mutându-se în 1968 într-un campus situat pe un teren de 300 de acri (cca 120 hectare) la Bailrigg, o zonă aflată la 5 km sud de centrul orașului. Universitatea Lancaster s-a extins rapid și este clasată în prezent pe locul 11 în Marea Britanie din punct de vedere al calității cercetării științifice potrivit raportului Research Assessment Exercise. Universitatea are un venit anual de 180 de milioane £, un personal format din 3.025 de angajați și 12.525 studenți.
În 2014, Universitatea Lancaster a sărbătorit 50 de ani de la înființare cu o serie de evenimente derulate pe tot parcursul anului, implicând personal didactic, absolvenți, studenți și membri ai comunității locale.
Universitatea a conferit mai multe titluri de doctor honoris causa, printre cei distinși numărându-se și profesorul român Mircea Eliade (1975).
Cele patru facultăți ale Universitatea din Lancaster sunt:
- Facultatea de Arte și Științe Sociale
- Facultatea de Medicină
- Facultatea de Științe și Technologie
- Facultatea de Management (Lancaster University Management School⁠(en)[traduceți])

Din punct de vedere al notorietății academice, în anul 2014 Universitatea Lancaster se situa printre primele 15 universități din Regatul Unit și în top 200 la nivel mondial, conform clasamentelor publicate în presa de specialitate.